# Liste von Burgen und Schlössern in Mittelböhmen
Diese Liste führt Burgen und Schlösser in Mittelböhmen auf und umfasst die Mittelböhmische Region und die Hauptstadt Prag. Sie ist Teil der Liste von Burgen und Schlössern in Tschechien. Die Liste erhebt keinen Anspruch auf Vollständigkeit. Es werden die tschechischen Namen verwendet und in Klammern die deutschen Namen angegeben.

## Mittelböhmische Region (Středočeský kraj)
| Name                                                                 | Ort | Lage und Anmerkungen | Bild       |
| -------------------------------------------------------------------- | --- | --- | ---------- |
| Schloss Bečváry (Schloss Bečwar)                                     | Bečváry, Okres Kolín (Bečwar, Kreis Kolin)                                                                    | (Lage) altes Schloss |            |
| Schloss Bělá pod Bezdězem (Schloss Weißwasser)                       | Bělá pod Bezdězem, Okres Mladá Boleslav (Weißwasser, Kreis Jungbunzlau)                                       | (Lage) |            |
| Schloss Benátky nad Jizerou (Schloss Benatek)                        | Benátky nad Jizerou, Okres Mladá Boleslav (Benatek, Kreis Jungbunzlau)                                        | (Lage) nach Zerstörung durch die Hussiten errichteten die Burggrafen von Dohna im 16. Jahrhundert ein neues Schloss |            |
| Schloss Berchtold                                                    | Kunice-Vidovice, Okres Praha-východ (Kunitz-Widowitz, Kreis Prag-Ost)                                         | (Lage) jetzt Hotel |            |
| Schloss Bezno                                                        | Bezno, Okres Mladá Boleslav (Bezno, Kreis Jungbunzlau)                                                        | (Lage) urspr. Burg, Umbau zum Schloss durch die Grafen Pachta, 1817 nach Brand wiederhergestellt |            |
| Schloss Bon Repos                                                    | Čihadla, Okres Nymburk (Hieronymberg bei Alt Lissa, Kreis Nimburg)                                            | (Lage) barockes Jagdschloss Bon Repos, erbaut von 1715 bis 1718 für Franz Anton von Sporck |            |
| Schloss Březnice (Schloss Bresnitz)                                  | Březnice, Okres Příbram (Bresnitz, Kreis Pibrans)                                                             | (Lage) |            |
| Schloss Bukovany (Schloss Bukowan)                                   | Bukovany u Kozárovic, Okres Příbram (Bukowan, Kreis Pibrans)                                                  | (Lage) |            |
| Schloss Buštěhrad (Schloss Buschtiehrad)                             | Buštěhrad, Okres Kladno (Buschtiehrad, Kreis Kladno)                                                          | (Lage) |            |
| Schloss Býchory (Schloss Bichor oder Schloss Horskyfeld)             | Býchory, Okres Kolín (Bichor, Kreis Kolin)                                                                    | (Lage) neugotisches Herrenhaus von 1865, hier lebte von 1904 bis 1916 der tschechische Geiger und Komponist Jan Kubelík, sein Sohn, der Dirigent Rafael Kubelík wurde hier geboren |            |
| Schloss Byšice (Schloss Bischitz)                                    | Byšice, Okres Mělník (Bischitz, Kreis Melnik)                                                                 | (Lage) Barockschloss von 1790 | (hrady.cz) |
| Schloss Čelina (Schloss Tschelina)                                   | Čelina, Okres Příbram (Tschelina, Kreis Pibrans)                                                              | (Lage) |            |
| Schloss Červené Janovice (Schloss Rothjanowitz)                      | Červené Janovice, Okres Kutná Hora (Rothjanowitz, Kreis Kuttenberg)                                           | (Lage) Barockschloss |            |
| Schloss Červený Hrádek (Schloss Rothradek)                           | Červený Hrádek bei Bečváry, Okres Kolín (Rothradek bei Bečwar, Kreis Kolin)                                   | (Lage) neues Schloss |            |
| Schloss Červený Hrádek (Schloss Rothradek)                           | Červený Hrádek, Okres Příbram (Rothradek bei Seltschan, Kreis Pibrans)                                        | (Lage) neogotischer Bau von 1844, 1894–1896 durch den Architekten Jan Kotěra um einen Südflügel im Jugendstil erweitert, 1948 wird die Familie Mladota von Solopisk enteignet, danach wird das Schloss als Heimatmuseum und als Archiv genutzt, 1992 erhielt die Familie Mladota das Schloss zurück |            |
| Burg Český Šternberk (Burg Böhmisch Sternberg)                       | Český Šternberk, Okres Benešov (Böhmisch Sternberg, Kreis Beneschau)                                          | (Lage) Die Burg befindet sich seit 1241 mit zwei Unterbrechungen (1712–1841 und 1949–1991) im Eigentum der Familie der Grafen Sternberg |            |
| Schloss Chlumín (Schloss Klomin)                                     | Chlumín, Okres Mělník (Klomin, Kreis Melnik)                                                                  | (Lage) |            |
| Schloss Chvatěruby (Schloss Chwaterub)                               | Chvatěruby, Okres Mělník (Chwaterub, Kreis Melnik)                                                            | (Lage) Burgruine und Schloss |            |
| Schloss Dlouha Lhota (Schloss Langlhota)                             | Dlouhá Lhota u Dobříše, Okres Příbram (Langlhota, Kreis Pibrans)                                              | (Lage) |            |
| Schloss Dobrichovice (Schloss Dobrichowitz)                          | Dobřichovice, Okres Praha-západ (Dobrichowitz, Kreis Prag-West)                                               | (Lage) |            |
| Schloss Dobříš                                                       | Dobříš, Okres Příbram (Doberschisch, Kreis Pibrans)                                                           | (Lage) Schloss Dobříš, heute wieder Eigentum von Jerome Colloredo-Mansfeld, zuvor war es Sitz des Verbandes der tschechoslowakischen Schriftsteller |            |
| Schloss Dolní Břežany (Schloss Unterbrezan)                          | Dolní Břežany, Okres Praha-západ (Unterbrezan, Kreis Prag-West)                                               | (Lage) |            |
| Drábské světničky                                                    | Olšina bei Mnichovo Hradiště, Okres Mladá Boleslav (Wolschen bei Münchengrätz, Kreis Jungbunzlau)             | (Lage) Felsenburg im Böhmischen Paradies |            |
| Schloss Drahenice (Schloss Drahenitz)                                | Drahenice, Okres Příbram (Drahenitz, Kreis Pibrans)                                                           | (Lage) Schloss Drahenice mit Schlosskapelle und Englischem Park entstand am Übergang vom 16. zum 17. Jahrhundert, im Jahre 1992 wurde das 1948 enteignete Schloss an Johannes Lobkowic restituiert, derzeit Wohnsitz von Johannes Lobkowicz und daher nicht öffentlich zugänglich |            |
| Burg Dražice (Burg Draschitz)                                        | Dražice, OT von Benátky nad Jizerou, Okres Mladá Boleslav (Draschitz, Kreis Jungbunzlau)                      | (Lage) Burgruine |            |
| Schloss Dřevíč (Schloss Grund)                                       | Sýkořice, Okres Rakovník (Sikorschitz,Kreis Rakonitz)                                                         | (Lage) Jagdschloss (Grund), erbaut zu Beginn des 18. Jahrhunderts, ist seit 1991 Privatbesitz von Karel Schwarzenberg | (hrady.cz) |
| Schloss Dymokury (Schloss Dimokur)                                   | Dymokury, Okres Nymburk (Dimokur, Kreis Nimburg)                                                              | (Lage) dreiflügelige Schlossanlage wurde von den Grafen Colloredo-Wallsee errichtet |            |
| Burg Džbán                                                           | Lhota pod Džbánem bei Mutějovice, Okres Rakovník (Welhotten bei Mutiowitz), Kreis Rakonitz                    | (Lage) |            |
| Schloss Ernestinum                                                   | Příbram (Pibrans)                                                                                             | (Lage) Schloss Ernestinum, urspr. gotische Burg, später erzbischöfliches Palais, heute Kulturzentrum |            |
| Schloss Filipov (Schloss Philipshof)                                 | Filipov bei Čáslav, Okres Kutná Hora (Philipshof bei Czaslau, Kreis Kuttenberg)                               | (Lage) |            |
| Burg Hlavačov, auch Starý hrádek bzw. Červený zámek (Burg Hlawaczow) | Lužná, Okres Rakovník (Luschna, Kreis Rakonitz)                                                               | (Lage) Burgruine |            |
| Schloss Hlavenec (Schloss Hlawenetz)                                 | Hlavenec, Okres Praha-východ (Hlawenetz, Kreis Prag-Ost)                                                      | (Lage) Jagdschloss | (hrady.cz) |
| Schloss Hořín                                                        | Hořín, Okres Mělník (Hořín, Kreis Melnik)                                                                     | (Lage) Barockschloss der Herren von Lobkowicz von 1696 nach Entwürfen von Giovanni Battista Alliprandi |            |
| Schloss Horoměřice (Schloss Horoměřitz)                              | Horoměřice, Okres Praha-západ (Horoměřitz, Kreis Prag-West)                                                   | (Lage) |            |
| Schloss Hořovice (Schloss Horschowitz)                               | Hořovice, Okres Beroun (Horschowitz, Kreis Beraun)                                                            | (Lage) Neues Schloss Horschowitz, Anfang des 18. Jahrhunderts unter Fürst Johann Franz von Wrbna erbaut |            |
| Altes Schloss Hořovice                                               | Hořovice, Okres Beroun (Horschowitz, Kreis Beraun)                                                            | (Lage) Altes Schloss |            |
| Schloss Hostivice (Schloss Hostiwitz)                                | Hostivice, Praha-západ (Hostiwitz, Kreis Prag-West)                                                           | (Lage) Barockschloss, erbaut 1689–1697 |            |
| Schloss Hradištko (Schloss Hradischko)                               | Hradištko, Praha-západ (Hradischko, Kreis Prag-West)                                                          | (Lage) heute Sitz des Gemeindeamts |            |
| Hrochův Hrádek (Hroch-Burg)                                          | Dobrá Voda bei Březnice, Okres Příbram (Gutwasser bei Bresnitz, Kreis Pibrans)                                | (Lage) Burgruine |            |
| Burgwall Hryzely                                                     | Barchovice, Okres Kolín (Barchowitz, Kreis Kolin)                                                             | (Lage) altslawischer Burgwall Hryzely, war im 8. und 9. Jhdt. eine Wachburg | fehlt      |
| Schloss Jemniště – Nový Zámek (Neues Schloss Jemnischt)              | Jemniště bei Postupice, Okres Benešov (Jemnischt bei Postupitz, Kreis Beneschau)                              | (Lage) neues Schloss (Sommerresidenz), im Jahre 1717 wurde das Anwesen von Graf Franz Adam von Trauttmansdorff erworben, für diesen baute der Architekt Franz Maximilian Kaňka 1724 ein neues Barockschloss, im Jahre 1754 brannte das Schloss ab und wurde wieder aufgebaut |            |
| Starý Zámek Jemniště (Altes Schloss Jemnischt)                       | Jemniště bei Postupice, Okres Benešov (Postupitz, Kreis Beneschau)                                            | (Lage) altes Schloss |            |
| Schloss Jetřichovice (Schloss Jetřichowitz)                          | Jetřichovice bei Sedlec-Prčice, Okres Příbram (Jetřichowitz bei Sedletz-Pertschitz, Kreis Pibrans)            | (Lage) |            |
| Schloss Jirny                                                        | Jirny, Okres Praha-východ (Großjirna, Kreis Prag-Ost)                                                         | (Lage) |            |
| Schloss Kačina (Schloss Katschina)                                   | Nové Dvory, Okres Kutná Hora (Neuhof, Kreis Kuttenberg)                                                       | (Lage) Schloss Katschina unter Johann Rudolph Chotek von Chotkow zwischen 1802 und 1822 errichtet, nach Entwürfen von den Architekten Christian Friedrich Schuricht und J. Fischer unter Mitwirkung des Baumeisters J. F. Joendl, 1823 verlegte Chotek seinen Herrschaftssitz vom Schloss Neuhof nach Katschina |            |
| Schloss Kácov                                                        | Kácov, Okres Kutná Hora (Kacow, Kreis Kuttenberg)                                                             | (Lage) |            |
| Schloss Kamenice (Schloss Kamenitz) evtl streichen                   | Kamenice u Prahy, Okres Praha-východ (Kamenitz, Kreis Prag-Ost)                                               | (Lage) |            |
| Burg Karlštejn (Burg Karlstein)                                      | Karlštejn, Okres Beroun (Karlstein, Kreis Beraun)                                                             | (Lage) |            |
| Schloss Kladno                                                       | Kladno | (Lage) |            |
| Schloss Klecany (Schloss Kletzan)                                    | Klecany, Okres Praha-východ (Groß Kletzan, Kreis Prag-Ost)                                                    | (Lage) Schloss Klecany, erbaut 1607 aus einer mittelalterlichen Veste, im Besitz von Adelsfamilien und Industriellen, heute in Privatbesitz |            |
| Burg Kokořín (Burg Kokorschin)                                       | Kokořín, Okres Mělník (Kokorschin, Kreis Melnik)                                                              | (Lage) befestigter Palas mit Burgmauer wurde um 1320 vom Hynek Berka von Dubá erbaut, Ende des 15. Jhdts. im gotischen Stil von den Herren von Klingenstein (Klinštejn) umgebaut, ab dem 17. Jhdt. war die Burg verlassen, 1894 kaufte Václav Špaček von Starburg die Ruine, unter der Leitung des Architekten Eduard Sochor wurde die Burg in den Jahren 1911 bis 1918 im neogotischen Stil wiederhergestellt, 1948 ging die Burg in das Eigentum des Staates über                                                                                                   |            |
| Schloss Komorní Hrádek                                               | Chocerady, Okres Benešov (Kocerad, Kreis Beneschau)                                                           | (Lage) Barockschloss |            |
| Schloss Konopiště (Schloss Konopischt)                               | Konopiště, OT von Benešov (Konopischt, OT von Beneschau)                                                      | (Lage) |            |
| Schloss Kornhauz                                                     | Mšec, Okres Rakovník (Kornhaus, Kreis Rakonitz)                                                               | (Lage) Schloss Kornhauz entstand 1613 als Renaissancebau an Stelle einer mittelalterlichen Veste, 1675 erfolgte ein barocker Umbau, seine heutige Gestalt erhielt der dreiflügelige zweigeschossige Bau bei der Erweiterung von 1770 bis 1773 |            |
| Schloss Košátky (Schloss Košátek)                                    | Košátky, Okres Mladá Boleslav (Košátek, Kreis Jungbunzlau)                                                    | (Lage) |            |
| Schloss Kosmonosy (Schloss Kosmanos)                                 | Kosmonosy, Okres Mladá Boleslav (Kosmanos, Kreis Jungbunzlau)                                                 | (Lage) |            |
| Schloss Kostelec nad Černými Lesy (Schloss Schwarzkosteletz)         | Kostelec nad Černými Lesy, Okres Praha-východ (Schwarzkosteletz, Kreis Prag-Ost)                              | (Lage) |            |
| Schloss Kounice (Schloss Kaunitz)                                    | Kounice, Okres Nymburk (Kaunitz, Kreis Nimburg)                                                               | (Lage) die seit 1554 nachweisbare Feste wurde in den Jahren 1567–1593 für Georg Wachtl von Pantenov im Renaissancestil umgebaut, Umbau zum dreiflügeligen Schloss durch Johann Rudolf Trčka von Leipa zwischen 1612 und 1634 und in der Mitte des 17. Jhdts. durch Ernst Ferdinand Leopold de Suys, Wenzel Graf Morzin ließ das Schloss um 1719 barock umgestalten, letzte größere Umbauten erfolgte in den Jahren 1912/13 durch den Architekten Alfons Wertmüller, 1925 erwarb die Gemeinde das Schloss vom Fürsten von Liechtenstein und nutzte es als Bürgerschule |            |
| Burg Krakovec (Rothschloss)                                          | Petrovice u Rakovníka, Okres Rakovník (Petrowitz, Kreis Rakonitz)                                             | (Lage) Burgruine |            |
| Schloss Křinec (Schloss Krzinetz)                                    | Křinec, Okres Nymburk (Krzinetz, Kreis Nimburg)                                                               | (Lage) |            |
| Burg Křivoklát (Burg Pürglitz)                                       | Křivoklát, Okres Rakovník (Pürglitz, Kreis Rakonitz)                                                          | (Lage) |            |
| Schloss Krušovice (Schloss Kruschowitz)                              | Krušovice, Okres Rakovník (Kruschowitz, Kreis Rakonitz)                                                       | (Lage) |            |
| Schloss Lány (Schloss Lana)                                          | Lány, Okres Kladno (Lana oder Lahn, Kreis Kladno)                                                             | (Lage) Sommersitz des tschechischen Präsidenten mit angrenzendem Schlosspark und dem Lanaer Hirschgarten |            |
| Leontýnský zámek (Schloss Leontýn)                                   | Roztoky, Okres Rakovník (Rostok, Kreis Rakonitz)                                                              | (Lage) |            |
| Schloss Lešany (Schloss Leschan)                                     | Lešany nad Sázavou, Okres Benešov (Leschan, Kreis Beneschau)                                                  | (Lage) |            |
| Levý Hradec                                                          | Žalov, Okres Praha-západ (Schalow, Kreis Prag-West)                                                           | (Lage) Reste einer Burgruine |            |
| Schloss Liběchov (Schloss Liboch)                                    | Liběchov, Okres Mělník (Liboch, Kreis Melnik)                                                                 | (Lage) |            |
| Schloss Liblice (Schloss Lieblitz)                                   | Liblice, Okres Mělník (Liblitz bzw. Lieblitz, Kreis Melnik)                                                   | (Lage) Das Schloss Lieblitz wurde in den Jahren von 1699 bis 1706 von Giovanni Battista Alliprandi nach einem Entwurf des Johann Bernhard Fischer von Erlach im Stil des Barock erbaut, seit 1952 im Besitz der Tschechoslowakischen Akademie der Wissenschaften, seit 1992 der Akademie der Wissenschaften der Tschechischen Republik |            |
| Schloss Líšno, ursprünglich Burg Leštno (Schloss Lischna)            | Líšno, OT von Bystřice, Okres Benešov (Lischna, OT von Bistritz b. Beneschau, Kreis Beneschau)                | (Lage) die ursprüngliche Burg Leštno entstand zwischen 1361 und 1381 unter Beneš von Dubá |            |
| Schloss Liteň (Schloss Litten)                                       | Liteň, Okres Beroun (Litten, Kreis Beraun)                                                                    | (Lage) Schloss Liteň, spätbarockes Schloss aus dem 18. Jhdt. mit Innendekorationen von Quido Mánes |            |
| Schloss Lobkovice (Schloss Lobkowicz)                                | Lobkovice bei Neratovice, Okres Mělník (Lobkowitz bei Neratowitz, Kreis Melnik)                               | (Lage) Stammschloss der Familie von Lobkowicz |            |
| Schloss Lochovice (Schloss Lochowitz)                                | Lochovice, Okres Beroun (Lochowitz, Kreis Beraun)                                                             | (Lage) |            |
| Schloss Loučeň (Schloss Lautschin)                                   | Loučeň, Okres Nymburk (Lautschin, Kreis Nimburg)                                                              | (Lage) Barockschloss von 1704–1713 unter Ernst von Waldstein durch Franz Maximilian Kaňka erbaut, nach der Verstaatlichung ab 1949 als Schulungszentrum und Internat genutzt, letzte Besitzer waren Alexander und Marie von Thurn und Taxis, Restitution in den 1990er Jahren abgelehnt |            |
| Schloss Louňovice (Schloss Launowitz)                                | Louňovice pod Blaníkem, Okres Benešov (Launiowitz oder Launowitz, Kreis Beneschau)                            | (Lage) |            |
| Schloss Luštěnice (Schloss Luschtenitz)                              | Luštěnice, Okres Mladá Boleslav (Luschtenitz, Kreis Jungbunzlau)                                              | (Lage) |            |
| Schloss Lysá nad Labem (Schloss Lissa)                               | Lysá nad Labem, Okres Mladá Boleslav (Lissa an der Elbe, Kreis Jungbunzlau)                                   | (Lage) |            |
| Burg Malešov (Burg Maleschau)                                        | Malešov, Okres Kutná Hora (Maleschau, Kreis Kuttenberg)                                                       | (Lage) Veste aus der ersten Hälfte des 14. Jahrhunderts |            |
| Schloss Mcely (Schloss Mzell)                                        | Mcely, Okres Nymburk (Mzell, Kreis Nimburg)                                                                   | (Lage) |            |
| Schloss Mělník (Schloss Melnik)                                      | Mělník (Melnik)                                                                                               | (Lage) |            |
| Schloss Měšice (Schloss Mieschitz)                                   | Měšice, Okres Praha-východ (Mieschitz, Kreis Prag-Ost)                                                        | (Lage) erbaut in den Jahren 1767–1775 und 1780–1789 durch Anton Haffenecker, mit großem Schlosspark, seit 1996 im Besitz der Gemeinde |            |
| Burg Mladá Boleslav (Burg Jungbunzlau)                               | Mladá Boleslav (Jungbunzlau)                                                                                  | (Lage) urspr. Przemysliden-Burg Jungbunzlau, nach einem Brand im Jahre 1555 zum Renaissance-Schloss umgebaut, später erneuter Umbau, Gebäude mit zwei massiven Türmen versehen, seit dem 18 Jhdt. als Kasernen genutzt, nach 1948 als Gefängnis, seit 1970 Museum |            |
| Schloss Mnichovo Hradiště (Schloss Münchengrätz)                     | Mnichovo Hradiště, Okres Mladá Boleslav (Münchengrätz, Kreis Jungbunzlau)                                     | (Lage) |            |
| Schloss Mníšek (Schloss Mnischek)                                    | Mníšek pod Brdy, Okres Praha-západ (Mnischek, Kreis Prag-West)                                                | (Lage) |            |
| Schloss Molitorov                                                    | Molitorov, OT von Kouřim, Okres Kolín (Molitorow, OT von Kaurzim, Kreis Kolin)                                | (Lage) |            |
| Burg Mydlovar, auch Hrad Kostomlaty nad Labem (Burg Kostomlat)       | Ostrá, Okres Nymburk (Wustra, Kreis Nimburg)                                                                  | (Lage) Burgruine | (hrady.cz) |
| Schloss Nelahozeves (Schloss Mühlhausen)                             | Nelahozeves, Okres Mělník (Mühlhausen an der Moldau, Kreis Melnik)                                            | (Lage) das Schloss Nelahozeves wurde ab 1553 von Florian Griespek von Griespach erbaut, seit 1623 bis 1950 im Besitz der Familie Lobkowitz, 1993 restituiert, das Schloss Nelahozeves zählt zu den am besten erhaltenen Renaissance-Schlössern in Tschechien |            |
| Schloss Neuberk                                                      | Mělník (Melnik)                                                                                               | (Lage) | (hrady.cz) |
| Schloss Neuberk, auch Najperk                                        | Mladá Boleslav – Čejetičky (Kleinčejtitz, OT von Jungbunzlau)                                                 | (Lage) | (hrady.cz) |
| Jagdschloss Neugebau                                                 | Žehuň (Obora), Okres Kolín (Zehun, Kreis Kolin)                                                               | (Lage) | fehlt      |
| Schloss Niměřice (Schloss Niměřitz)                                  | Niměřice, Okres Mladá Boleslav (Niměřitz, Kreis Jungbunzlau)                                                  | (Lage) |            |
| Schloss Nižbor (Schloss Nischburg)                                   | Nižbor, Okres Beroun (Nischburg, Kreis Beraun)                                                                | (Lage) |            |
| Schloss Nové Dvory (Schloss Neuhof)                                  | Nové Dvory, Okres Kutná Hora (Neuhof, Kreis Kuttenberg)                                                       | (Lage) Schloss Neuhof war bis 1823 der Herrschaftssitz der Herren Chotek von Chotkow, danach das Schloss Katschina |            |
| Burg Okoř                                                            | Okoř, Okres Praha-západ                                                                                       | (Lage) |            |
| Schloss Olešná (Schloss Woleschna)                                   | Olešná, Okres Rakovník (Woleschna, Kreis Rakonitz)                                                            | (Lage) |            |
| Schloss Olešná (Schloss Woleschna)                                   | Olešná, Okres Rakovník (Woleschna, Kreis Rakonitz)                                                            | (Lage) |            |
| Schloss Osov                                                         | Osov bei Hostomice pod Brdy, Okres Beroun (Großwossow bei Hostomitz, Kreis Beraun)                            | (Lage) |            |
| Schloss Pavlov (Schloss Paulow)                                      | Pavlov, Okres Kladno (Paulow, Kreis Kladno)                                                                   | (Lage) |            |
| Schloss Petrovice (Schloss Petrowitz)                                | Petrovice, Okres Rakovník (Petrowitz, Kreis Rakonitz)                                                         | (Lage) |            |
| Burg Pirkstejn (Burg Pirkstein)                                      | Rataje nad Sázavou, Okres Kutná Hora (Ratais an der Sasau, Kreis Kuttenberg)                                  | (Lage) |            |
| Burg Plešivec (Burg Pleschiwetz)                                     | Jince, Okres Příbram (Jinetz, Kreis Pibrans)                                                                  | (Lage) Reste einer Burgruine |            |
| Schloss Poděbrady (Schloss Podiebrad)                                | Poděbrady, Okres Nymburk (Podiebrad, Kreis Nimburg)                                                           | (Lage) |            |
| Schloss Prčice (Schloss Pertschitz)                                  | Sedlec-Prčice, Okres Příbram (Sedletz-Pertschitz, Kreis Pibrans)                                              | (Lage) |            |
| Schloss Přerov nad Labem (Schloss Prerow)                            | Přerov nad Labem, Okres Nymburk (Prerow an der Elbe, Kreis Nimburg)                                           | (Lage) |            |
| Schloss Průhonice                                                    | Průhonice, Okres Praha-západ (Pruhonitz, Kreis Prag-West)                                                     | (Lage) |            |
| Schloss Radim                                                        | Radim, Okres Kolín (Radim, Kreis Kolin)                                                                       | (Lage) |            |
| Schloss Rataje (Schloss Ratais)                                      | Rataje nad Sázavou, Okres Kutná Hora (Rattay, Kreis Kuttenberg)                                               | (Lage) |            |
| Nový Zámek Ratboř (Neues Schloss Ratborsch)                          | Ratboř, Okres Kolín (Ratborsch, Kreis Kolin)                                                                  | (Lage) neues Schloss |            |
| Starý Zámek Ratboř (Altes Schloss Ratborsch)                         | Ratboř, Okres Kolín (Ratborsch, Kreis Kolin)                                                                  | (Lage) altes Schloss |            |
| Burg Říčany (Burg Ritschan)                                          | Říčany, Okres Praha-východ (Ritschan, Kreis Prag-Ost)                                                         | (Lage) Burgruine |            |
| Schloss Rožďalovice                                                  | Rožďalovice, Okres Nymburk (Roschdialowitz, Kreis Nimburg)                                                    | (Lage) |            |
| Burg Rožmitál (Burg Rosenthal)                                       | Rožmitál pod Třemšínem, Okres Příbram (Rosenthal, Kreis Pibrans)                                              | (Lage) |            |
| Schloss Roztoky u Prahy (Schloss Rostok)                             | Roztoky, Okres Praha-západ (Rostok, Kreis Prag-West)                                                          | (Lage) urspr. Wasserburg, das Schloss Rostok entstand im 17. Jhdt. anstelle eines während des Dreißigjährigen Krieges zerstörten Vorgängerbaus und wurde im 19. Jahrhundert umgebaut, nach der Verstaatlichung 1948 in die Trägerschaft eines Staatsgutes übergegangen, nach dem Verfall wurden Teile der Anlage abgebrochen, teilweise als Museum genutzt |            |
| Schloss Růžkovy Lhotice (Schloss Ružkolhotitz)                       | Čechtice, Okres Benešov (Čechtitz, Kreis Beneschau)                                                           | (Lage) von 1835 bis 1844 wohnte der Komponist Bedřich Smetana in diesem Schloss, das sein Vater František Smetana gekauft hatte |            |
| Burg Sion                                                            | Chlístovice, Okres Kutná Hora (Chlistowitz, Kreis Kuttenberg)                                                 | (Lage) |            |
| Schloss Skalsko                                                      | Skalsko, Okres Mladá Boleslav (Skalsko, Kreis Jungbunzlau)                                                    | (Lage) |            |
| Starý Zámek Škvorec (Schloss Skworetz)                               | Škvorec, Okres Praha-východ (Skworetz, Kreis Prag-Ost)                                                        | (Lage) altes Schloss |            |
| Schloss Slapy                                                        | Slapy nad Vltavou, Okres Praha-západ (Slap, Kreis Prag-West)                                                  | (Lage) Neubarockes Schloss Slapy, erbaut 1928–1930 |            |
| Schloss Smečno (Schloss Smetschno)                                   | Smečno, Okres Kladno (Smetschno, Kreis Kladno)                                                                | (Lage) |            |
| Schloss Smolotely (Schloss Smolotel)                                 | Smolotely, Okres Příbram (Smolotel, Kreis Pibrans)                                                            | (Lage) |            |
| Schloss Štiřín (Schloss Stirin)                                      | Štiřín bei Kamenice, Okres Praha-východ (Stirin, Kreis Prag-Ost)                                              | (Lage) |            |
| Schloss Stránov                                                      | Jizerní Vtelno, Okres Mladá Boleslav (Iserwtelno, Kreis Jungbunzlau)                                          | (Lage) |            |
| Schloss Suchdol (Schloss Sukdol)                                     | Suchdol, Okres Kutná Hora (Sukdol, Kreis Kuttenberg)                                                          | (Lage) Renaissanceschloss aus dem 16. Jhdt., jetzt Gemeindeamt |            |
| Schloss Suchomasty (Schloss Suchomast)                               | Suchomasty, Okres Beroun (Suchomast, Kreis Beraun)                                                            | (Lage) |            |
| Jagdschloss Svatý Hubert (Jagdschloss Hubertiwald)                   | Drahouš, Okres Rakovník (Drahuschen bei Jechnitz, Kreis Rakonitz)                                             | (Lage) das Jagdschlösschen Hubertiwald ist ein achteckiger Bau und wurde zu Beginn des 18. Jahrhunderts von Graf Czernin angelegt, es diente der Parforcejagd, das Schloss bildet den Ausgangspunkt von sechs Alleen durch den Hubertuswald, im Innern des Schlosses befand sich die Jagdtrophäensammlung der Grafen Czernin |            |
| Schloss Svojšice (Schloss Swojschitz)                                | Svojšice bei Kouřim, Okres Kolín (Swojschitz bei Kaurzim, Kreis Kolin)                                        | (Lage) |            |
| Schloss Tloskov (Schloss Tloskau)                                    | Tloskov bei Neveklov, Okres Benešov (Tloskau bei Neweklau, Okres Beneschau)                                   | (Lage) |            |
| Schloss Tochovice                                                    | Tochovice bei Březnice, Okres Příbram (Tochowitz bei Bresnitz, Kreis Pibrans)                                 | (Lage) |            |
| Burg Točník (Burg Totschnik)                                         | Točník, Okres Beroun (Totschnik, Kreis Beraun)                                                                | (Lage) |            |
| Schloss Trnová (Schloss Trnowa)                                      | Trnová, Okres Praha-západ (Trnowa, Kreis Prag-West)                                                           | (Lage) |            |
| Tři trubky (Jagdschloss Drei Röhren)                                 | Truppenübungsplatz Brdy, Okres Příbram (Brdy, Kreis Pibrans)                                                  | (Lage) Jagdschloss |            |
| Schloss Tuchoměřice (Schloss Tuchoměřitz)                            | Tuchoměřice, Praha-západ (Tuchoměřitz, Kreis Prag-West)                                                       | (Lage) ehem. Jesuitenresidenz |            |
| Burg Tuchoraz                                                        | Tuchoraz, Okres Kolín (Tuchoraz, Kreis Kolin)                                                                 | (Lage) Burgruine, von dem ursprünglich gotischen Kastell haben sich ein Palas, ein Turm und Gewölbe erhalten |            |
| Schloss Tupadly (Slavín)                                             | Tupadly, Okres Mělník (Tupadl, Kreis Melnik)                                                                  | (Lage) |            |
| Burg Týnec (Burg Teinitz)                                            | Týnec nad Sázavou, Okres Benešov (Teinitz an der Sasau, Kreis Beneschau)                                      | (Lage) |            |
| Schloss Úholičky (Schloss Auholičky)                                 | Úholičky, Praha-západ (Auholičky, Kreis Prag-West)                                                            | (Lage) |            |
| Hrad Valdek (Burg Waldek)                                            | Chaloupky, Okres Beroun (Chaloupek, Kreis Beraun)                                                             | (Lage) gotische Burgruine |            |
| Felsenburg Valečov                                                   | Boseň, Okres Mladá Boleslav (Bosin, Kreis)                                                                    | (Lage) Felsenburg |            |
| Burg Vargač (Jagdschloss Vargač)                                     | Dobříš, Okres Příbram (Dobříš, Kreis Pibrans)                                                                 | (Lage) urspr. Burg, später Jagdschloss |            |
| Schloss Veltrusy (Schloss Weltrus)                                   | Veltrusy, Okres Mělník (Weltrus, Kreis Melnik)                                                                | (Lage) |            |
| Schloss Vidim (Schloss Widim)                                        | Vidim, Okres Mělník (Widim, Kreis Melnik)                                                                     | (Lage) |            |
| Schloss Vlašim (SchlossWlaschim)                                     | Vlašim, Okres Benešov (Wlaschim, Kreis Beneschau)                                                             | (Lage) |            |
| Schloss Vlčí Pole (Schloss Wischopol)                                | Dolní Bousov, Okres Mladá Boleslav (Nieder Bausow, Kreis Jungbunzlau)                                         | (Lage) Renaissanceschloss, erbaut 1623 an Stelle einer alten Feste, 1683 barockisiert | (hrady.cz) |
| Schloss Vrchotovy Janovice (Schloss Janowitz)                        | Vrchotovy Janovice, Okres Benešov (Markt Janowitz, Kreis Beneschau)                                           | (Lage) |            |
| Kastell Vyšehořovice (Kastell Wischerowitz)                          | Vyšehořovice, Okres Praha-východ (Wischerowitz, Kreis Prag-Ost)                                               | (Lage) |            |
| Schloss Vysoká (Schloss Wissoka)                                     | Vysoká u Příbramě, Okres Příbram (Wissoka, Kreis Pibrans)                                                     | (Lage) Neorenaissance-Schloss von 1878, Bauherr war Wenzel Robert Graf von Kaunitz, der Architekt war Čeněk Gregor, das Schloss war von 1885 bis 1904 der Landsitz des Komponisten Antonín Dvořák, der ein Schwager des Grafen Kaunitz war, heute Museum und Gedenkstätte für Anton Dvořak |            |
| Burg Vysoký Chlumec (Burg Hoch-Chlumetz)                             | Vysoký Chlumec, Okres Příbram (Hoch Chlumetz, Kreis Pibrans)                                                  | (Lage) Burg Hoch-Chlumetz mit Schlosskapelle Mariä Himmelfahrt aus dem 14. Jhdt., die Burg befand sich von 1474 bis 1998 mit zwei Unterbrechungen (1939–1945 und 1948–1992) im Besitz der Familie von Lobkowicz, 1998 Verkauf an die Familie Riprand Graf von und zu Arco-Zinneberg, derzeit Wohnsitz der Familie, die Burg ist nicht mehr öffentlich zugänglich |            |
| Schloss Zalužany (Schloss Saluschan)                                 | Zalužany, Okres Příbram (Saluschan, Kreis Pibrans)                                                            | (Lage) seit 1804 im Besitz der Fürsten zu Schwarzenberg, Schloss-Sanierung von 1920 bis 1924, im Rahmen der Bodenreform wurde das Gut 1924 an Václav Biskup verkauft, 1948 enteignet, nach 1990 Rückgabe an Familie Biskup |            |
| Burg Zásadka                                                         | Mohelnice nad Jizerou, Okres Mladá Boleslav (Mohelnitz an der Iser, Kreis Jungbunzlau)                        | (Lage) Burgruine, vom Bau aus dem 15. Jhdt. sind noch Reste von Mauern und Gräben erhalten, nach 1560 erfolgte der Umbau zu einem Schlösschen im Renaissance-Stil, nach einem Brand 1790 wurde es aufgegeben |            |
| Schloss Zasmuky (Schloss Sasmuk)                                     | Zásmuky, Okres Kolín (Sasmuk, Kreis Kolin)                                                                    | (Lage) |            |
| Burg Zbořený Kostelec (Burg Wüstkosteletz)                           | Zbořený Kostelec, OT von Týnec nad Sázavou, Okres Benešov (Wüstkosteletz bei Teinitz, Kreis Beneschau)        | (Lage) Burgruine |            |
| Schloss Zbraslavice (Schloss Sbraslawitz)                            | Zbraslavice, Okres Kutná Hora (Sbraslawitz, Kreis Kuttenberg)                                                 | (Lage) |            |
| Burg Žebrák (Burg Bettlern)                                          | Žebrák, Okres Beroun (Bettlern, Kreis Beraun)                                                                 | (Lage) |            |
| Schloss Žehušice (Schloss Sehuschitz)                                | Žehušice, Okres Kutná Hora (Sehuschitz, Kreis Kuttenberg)                                                     | (Lage) Schloss im Empirestil aus dem Jahr 1826 |            |
| Schloss Žleby (Schloss Schleb)                                       | Žleby bei Čáslav, Okres Kutná Hora (Schleb bei Časlau, Kreis Kuttenberg)                                      | (Lage) |            |
| Schloss Zruč (Schloss Srutsch)                                       | Zruč nad Sázavou, Okres Kutná Hora (Srutsch an der Sasau, Kreis Kuttenberg)                                   | (Lage) |            |
| Burg Zvířetice (Schloss Zweretitz)                                   | Zvířetice bei Bakov nad Jizerou, Okres Mladá Boleslav (Zweretitz bei Backofen an der Iser, Kreis Jungbunzlau) | (Lage) |            |

## Hauptstadt Prag (Hlavní město Praha)
| Name                                                                              | Ort                                                       | Lage und Anmerkungen                                                                                 | Bild |
| --------------------------------------------------------------------------------- | --------------------------------------------------------- | --- | ---- |
| Schloss Bohnice                                                                   | Praha-Bohnice (Praha 8) (Prag-Bochnitz)                   | (Lage)                                                                                               |      |
| Schloss Braník                                                                    | Praha-Braník (Praha 4) (Prag-Branik)                      | (Lage)                                                                                               |      |
| Schloss Čakovice                                                                  | Praha-Čakovice (Praha 18) (Prag-Čakowitz)                 | (Lage)                                                                                               |      |
| Burg Chodovská tvrz (Burg Chodow)                                                 | Praha-Chodov (Praha 11) (Prag-Chodow)                     | (Lage)                                                                                               |      |
| Schloss Chvaly                                                                    | Praha-Horní Počernice (Praha 20) (Prag-Oberpočernitz)     | (Lage)                                                                                               |      |
| Schloss Ctěnice                                                                   | Praha-Vinoř (Praha 19) (Prag-Winař)                       | (Lage)                                                                                               |      |
| Schloss Ďáblice (Schloss Dablitz)                                                 | Praha-Ďáblice (Praha 8) (Prag-Dablitz)                    | (Lage)                                                                                               |      |
| Schloss Dolní Krč                                                                 | Praha-Krč (Praha 4) (Prag-Krč)                            | (Lage) Neugotischer Bau                                                                              |      |
| Schloss Dolní Počernice (Schloss Unterpočernitz)                                  | Praha-Dolní Počernice (Praha 14) (Prag-Unterpočernitz)    | (Lage)                                                                                               |      |
| Schloss Hanspaulka                                                                | Praha-Dejvice (Praha 6) (Prag-Dewitz)                     | (Lage)                                                                                               |      |
| Schloss Hloubětín                                                                 | Praha-Hloubětín (Praha 9) (Prag-Hloubetin)                | (Lage)                                                                                               |      |
| Schloss Hlubočepy                                                                 | Praha-Hlubočepy (Praha 5) (Prag-Hlubočep)                 | (Lage)                                                                                               |      |
| Schloss Hostavice                                                                 | Praha-Hostavice (Praha 14) (Prag-Hostawitz)               | (Lage)                                                                                               |      |
| Schloss Jabloňka                                                                  | Praha-Troja (Praha 7) (Prag-Troja)                        | (Lage) Klassizistischer Bau                                                                          |      |
| Schloss Jenerálka                                                                 | Praha-Dejvice (Praha 6) (Prag-Dejwitz)                    | (Lage) seit 1997 Internationales Baptistisches Theologisches Seminar                                 |      |
| Schloss Jinonice                                                                  | Praha-Jinonice (Praha 5) (Prag-Jinonitz)                  | (Lage)                                                                                               |      |
| Schloss Koloděje                                                                  | Praha-Koloděje (Praha 21) (Prag-Kolodej)                  | (Lage)                                                                                               |      |
| Schloss Komořany                                                                  | Praha-Komořany (Praha 12) (Prag-Komoran)                  | (Lage)                                                                                               |      |
| Burg Královice                                                                    | Praha-Královice (Praha 22) (Prag-Kralowitz)               | (Lage)                                                                                               |      |
| Schloss Kunratice                                                                 | Praha-Kunratice (Praha 4) (Prag-Kunratitz)                | (Lage)                                                                                               |      |
| Sommerschloss Letohrádek Hvězda Schloss Stern                                     | Praha-Liboc (Praha 6) (Prag-Liboc)                        | (Lage)                                                                                               |      |
| Sommerschloss Letohrádek Kinských (Kinsky-Sommerschloss)                          | Praha-Smíchov (Praha 5) (Prag-Smichow)                    | (Lage)                                                                                               |      |
| Sommerschloss Letohrádek královny Anny (Lustschloss der Königin Anna – Belvedere) | Praha-Hradčany (Praha 1) (Prag-Hradschin)                 | (Lage) Lustschloss der Königin Anna, Gemahlin von Ferdinand I. (HRR), erbaut 1538–1560               |      |
| Schloss Libeň                                                                     | Praha-Libeň (Praha 7) (Prag-Lieben)                       | (Lage) Barockpalais                                                                                  |      |
| Schloss Malešice (Schloss Maleschitz)                                             | Praha-Malešice (Praha 9) (Prag-Maleschitz)                | (Lage)                                                                                               |      |
| Sommerschloss Michnův letohrádek oder Vila Amerika (Sommerpalais Michna)          | Praha-Nové Město (Praha 1) (Prag-Neustadt)                | (Lage) Architekt Kilian Ignaz Dientzenhofer                                                          |      |
| Schloss Místodržitelský letohrádek                                                | Praha-Bubeneč (Praha 6) (Prag-Bubentsch)                  | (Lage)                                                                                               |      |
| Schloss Motol                                                                     | Praha-Motol (Praha 5) (Prag-Motol)                        | (Lage)                                                                                               |      |
| Nový hrad u Kunratic (Neue Burg bei Kunratitz)                                    | Praha-Kunratice (Praha 4) (Prag-Kunratitz)                | (Lage)                                                                                               |      |
| Schloss Petrovice (Schloss Petrowitz)                                             | Praha-Petrovice (Praha 15) (Prag-Petrowitz)               | (Lage)                                                                                               |      |
| Sommerschloss Podhoří                                                             | Praha-Troja (Praha 7) (Prag-Troja)                        | (Lage)                                                                                               |      |
| Schloss Portheimka                                                                | Praha-Smíchov (Praha 5) (Prag-Smichow)                    | (Lage) Architekt Kilian Ignaz Dientzenhofer                                                          |      |
| Pražský hrad (Prager Burg)                                                        | Praha-Hradčany (Praha 1) (Prag-Hradschin)                 | (Lage)                                                                                               |      |
| Schloss Pruhonice                                                                 | Průhonice, Okres Praha-západ (Pruhonitz, Kreis Prag-West) | siehe unter Mittelböhmische Region (Středočeský kraj)                                                |      |
| Schloss Rangherka (Vršovice)                                                      | Praha-Vršovice (Praha 10) (Prag-Wrschowitz)               | (Lage)                                                                                               |      |
| Schloss Slovanka                                                                  | Praha-Hlubočepy (Praha 5) (Prag-Hlubočep)                 | (Lage)                                                                                               |      |
| Schloss Sluncová                                                                  | Praha-Karlín (Praha 8) (Prag-Karolinenthal)               | (Lage)                                                                                               |      |
| Schloss Troja                                                                     | Praha-Troja (Praha 7) (Prag-Troja)                        | (Lage)                                                                                               |      |
| Schloss Uhříněves (Schloss Aurschinewes)                                          | Praha-Uhříněves (Praha 22) (Prag-Aurschinewes)            | (Lage)                                                                                               |      |
| Schloss Veleslavín                                                                | Praha-Veleslavín (Praha 6) (Prag-Weleslawin)              | (Lage) Schloss auf Veranlassung von Maria Theresia erbaut nach Plänen von Kilian Ignaz Dientzenhofer |      |
| Schloss Vinoř                                                                     | Praha-Vinoř (Praha 19) (Prag-Winař)                       | (Lage)                                                                                               |      |
| Vyšehrad                                                                          | Praha-Vyšehrad (Praha 2) (Prag-Wyschehrad)                | (Lage)                                                                                               |      |
| Schloss Záběhlice                                                                 | Praha-Záběhlice (Praha 4) (Prag-Sabechlitz)               | (Lage)                                                                                               |      |
| Schloss Zbraslav (Schloss Königsaal)                                              | Praha-Zbraslav (Praha 16) (Prag-Königsaal)                | (Lage)                                                                                               |      |